# Targi
(Tagline di Targi)
Targi è un gioco da tavolo ideato da Andreas Steiger in cui lo scopo è commerciare datteri e spezie al fine di guadagnare punti vittoria.

## Svolgimento
La plancia di gioco è composta da 25 carte, disposte a formare un'area 5x5, di cui 16 costituiscono il perimetro detto Confine e 9 tra carte Tribù e Merce. Viene piazzato il Predone sulla prima carta Confine: ad ogni turno questi avanza lungo il perimetro della plancia, e nessun giocatore può posizionare un segnalino sulla stessa carta dove si trova il Predone.
Ogni giocatore riceve due datteri, due sali, due pepe, una moneta e 4 punti vittoria rappresentati da chiavi d'argento.
All'inizio di ogni turno i giocatori si alternano posizionando i propri tre Targi lungo il Confine, sapendo che non si può piazzare un Tuareg:
- sulla carta occupata dal Predone;
- sulle carte Scorreria negli angoli;
- su una carta già occupata da un Tuareg;
- su una carta opposta a un Tuareg avversario.

Una volta che tutti i Targi sono stati piazzati, vengono posizionati i segnalini Tribù: immaginando una retta che unisca ogni carta su cui si trova un Tuareg con la carta opposta, nei punti in cui le linee (appartenenti allo stesso giocatore) si intersecano viene messo un segnalino Tribù: in genere si creano due punti d'incrocio per giocatore. È possibile comunque che uno o entrambi gli sfidanti possano non trovarsi nella condizione di poter posizionare i propri segnalini Tribù (ad esempio se entrambi mettono i propri Targi sullo stesso lato del Confine), tuttavia è molto svantaggioso non posizionare i segnalini Tribù e già dopo i primi turni anche i giocatori non esperti fanno attenzione a come posizionano i Targi.
Una volta sistemati gli ultimi segnalini, il primo giocatore compie tutte le azioni delle carte su cui si trovano i propri Targi e i propri segnalini Tribù, decidendo liberamente l'ordine con cui compierle: è concesso anche non compiere una determinata azione. Una volta compiuta l'azione di una carta Confine viene rimosso il Tuareg che la occupa e la carta rimane dov'è, mentre dopo aver svolto l'azione di una carta centrale il Tuareg viene rimosso e la carta sostituita da un'altra, coperta e di tipo differente (se è stata svolta una carta Merce essa verrà sostituita da una carta Tribù e viceversa). Le carte Merce usate vanno nella pila degli scarti, mentre le carte Tribù vengono "messe in gioco" posizionandole davanti a sé in una griglia virtuale 3x4, sfruttando i vantaggi riportati: per mettere in gioco le carte Tribù è necessario pagarne il costo in spezie e/o monete. Se un giocatore non può o non vuole pagarne il costo può prendere in mano la carta: si può tenere in mano una sola carta Tribù per volta. Se quel giocatore occupa un'altra carta Tribù e nuovamente non ne paga il costo deve scartarla, non potendo scambiarla con quella che ha già in mano; la carta in mano può essere scartata o messa in gioco posizionando un Tuareg sulla carta "Nobile" del Confine.
Quando entrambi i giocatori hanno compiuto tutte le azioni, si scoprono le carte centrali coperte, si sposta il Predone sulla carta Confine successiva e si comincia un nuovo turno. La partita finisce quando uno dei giocatori mette in gioco la sua dodicesima carta Tribù oppure quando il Predone raggiunge l'ultima carta del Confine.

### CarteConfine
Il Confine è formato da 16 carte numerate che apportano spezie o consentono azioni speciali. Qui di seguito sono elencate nel dettaglio:
1. Nobile: si può giocare la carta Tribù che si ha in mano pagandone il costo oppure si può scartarla;
2. Dattero: si prende una merce Dattero;
3. Sale: si prende una merce Sale;
4. Scorreria: solo il Predone può attivarla. I giocatori devono scartare una merce qualsiasi oppure una Croce d'argento;
5. Mercante: si possono scambiare:
- tre merci uguali per una moneta;
- due merci uguali per una merce a scelta.

L'azione può essere ripetuta più volte nello stesso turno;
6. Pepe: si prende una merce Pepe;
7. Dattero: si prende una merce Dattero;
8. Scorreria: solo il Predone può attivarla. I giocatori devono scartare due merci qualsiasi oppure una Croce d'argento;
9. Fata Morgana: si può spostare un proprio segnalino Tribù dalla carta centrale su cui si trova ad un'altra carta centrale libera e compiere l'azione di quest'ultima;
10. Argentiere: si possono scambiare:
- due merci uguali per una Croce d'argento;
- una moneta per due Croci d'argento;
- quattro merci uguali per tre Croci d'argento;
- due monete per quattro Croci d'argento.

L'azione può essere eseguita una sola volta per turno.
11. Pepe: si prende una merce Pepe;
12. Scorreria: solo il Predone può attivarla. I giocatori devono scartare tre merci qualsiasi oppure due Croci d'argento;
13. Carovana: il giocatore scopre la carta in cima al mazzo delle carte Merce e prende ciò che è rappresentato sulla carta;
14. Espansione tribale: il giocatore scopre la carta in cima al mazzo delle carte Tribù e può:
- metterla in gioco pagandone il costo;
- tenerla in mano se non ne ha già una in mano;
- scartarla.

15. Sale: si prende una merce Sale;
16. Scorreria: solo il Predone può attivarla. I giocatori devono scartare una moneta oppure tre Croci d'argento, dopodiché la partita termina.
Le carte Confine sono le uniche che rimangono sulla plancia per tutta la durata della partita e non possono essere spostate dalla loro posizione prestabilita.

### CarteMerce
Le carte Merce garantiscono gratuitamente gli oggetti raffigurati che possono essere spezie, Croci d'argento o monete. È importante raccogliere le spezie perché permettono di pagare il costo delle carte Tribù e metterle così in gioco attivandone i vantaggi che conferiscono. Una volta raccolta e usata, la carta Merce viene messa nella pila degli scarti. Qualora non fossero più disponibili carte Merce, si mischia la pila degli scarti per formare un nuovo mazzo. Non è consentito alla fine del proprio turno possedere più di 3 monete e/o 10 tessere Merce ma è possibile superare il limite durante il turno, alla fine del quale quelle in eccesso ritornano alla riserva.

### CarteTribù
Sulle carte Tribù sono riportati il costo della carta, i punti vittoria assegnati dalla stessa sotto forma di Croci d'argento, la descrizione del vantaggio previsto e una figura appartenente a cinque gruppi diversi (Donna, Dromedario, Oasi, Pozzo e Tenda). Una volta pagato il costo della carta Tribù, il giocatore la mette in gioco e gode immediatamente del vantaggio descritto. Le carte Tribù vanno ordinate in tre file da quattro carte: in ogni fila le carte sono sistemate da sinistra a destra, ma non è necessario completare una fila prima di iniziarne un'altra. Le carte messe in gioco rimangono fisse per tutta la durata della partita, non è concesso riposizionarle in un secondo momento (a meno che una carta Tribù non specifichi il contrario). Alla fine della partita le file complete possono fornire punti vittoria extra a seconda che le figure siano tutte uguali (4 punti vittoria) o tutte diverse (2 punti vittoria). La partita termina quando uno dei due giocatori completa tutte le sue file mettendo in gioco la sua dodicesima carta.

### Scorreria
Negli angoli del Confine sono posizionate quattro carte Scorreria accessibili solo al Predone: quando questi raggiunge una carta Scorreria i giocatori devono scartare gli elementi indicati sulla carta. Subito dopo, il Predone avanza sulla carta successiva e inizia un nuovo turno. La partita termina quando il Predone raggiunge la quarta e ultima carta Scorreria.

### Vittoria
Alla fine della partita i giocatori sommano il valore di tutti i tasselli Croce d'argento ottenuti e tutte le Croci d'argento riportate sulle proprie carte Tribù messe in gioco: a questi si aggiungono gli eventuali punti vittoria assegnati dalle carte Tribù, e si aggiungono ulteriori punti vittoria per le figure nelle file di carte messe in gioco:
- 4 per le file complete con tutti i simboli uguali;
- 2 per le file complete con tutti i simboli diversi.

Il giocatore che ha più punti vittoria vince la partita. In caso di parità, vince il giocatore che ha più monete. Se c'è ancora una situazione di parità, vince il giocatore che ha più merci. Altrimenti, la partita è patta.

## Premi e riconoscimenti
- 2012
  - Premio À la Carte: gioco di carte dell'anno;
  - Kennerspiel des Jahres:3º posto nella categoria Gioco per esperti;
  - International Gamers Award: Finalista nella categoria 2 giocatori;